# Non smettere di sognare (serie televisiva)
Non smettere di sognare è una serie televisiva italiana, trasmessa nel 2011 su Canale 5.
La fiction può essere definita come il sequel in versione seriale dell'omonimo film per la televisione. Tra i principali interpreti figurano Katy Saunders, Roberto Farnesi e Giuliana De Sio. Tra le caratteristiche della serie c'è la presenza di numerosi ex concorrenti di talent show.

## Trama
Non smettere di sognare racconta la storia di Giorgia, del suo sogno d'amore e di quello del ballo. Giorgia ha 22 anni, vive con la madre che fa la portinaia e con il fratello più piccolo Matteo. Lei era molto legata al padre, che però non vede da anni perché lui ha abbandonato la famiglia per un'altra donna e per la bambina che quest'ultima aspettava, tanto che Giorgia non sa nemmeno dell'esistenza della sorellina Emma. Giorgia lavora come donna delle pulizie nello studio della trasmissione televisiva Non smettere di sognare, ma quando può si allena a ballare danza classica nella palestra della sua amica Bianca. Un giorno conosce Lorenzo, protagonista maschile del film e di questa serie. Lui è appena stato lasciato dall'ormai famosa Stella, che vive a Parigi. I due si innamorano e iniziano a vivere anche una storia d'amore. Ma le loro diversità e le tante peripezie li spingono a volte ad allontanarsi, come l'incidente di Stella in Francia, per cui lui deve correre a soccorrere l'ex moglie che deve essere operata d'urgenza, ma ad unirli c'è comunque Patti, bambina che dopo aver partecipato al programma Non smettere di sognare per la prima puntata sperando che la mamma la veda e la raggiunga, cede il posto nel programma a Giorgia, perché la mamma Teresa ha raggiunto la figlia.

## Episodi
| Stagione       | Episodi | Prima TV |
| -------------- | ------- | -------- |
| Prima stagione | 8       | 2011     |

## Merchandise e colonna sonora
In concomitanza della messa in onda della serie è stato pubblicato il libro Non smettere di sognare. Il diario di Giorgia edito da Sperling & Kupfer.
Oltre alla musica originale composta per la serie, già dal primo episodio vengono utilizzati brani di Avril Lavigne (ricantata), Rihanna, Paola & Chiara, Justin Bieber e The Black Eyed Peas.
Dal 19 marzo 2011 sarà pubblicato il CD Non smettere di sognare - La colonna sonora, distribuito da Universal Music Italia, contenente tutte le tracce musicali originali e quelle reinterpretate da Lidia Schillaci, Jacopo Sarno, Francesco Ciapica, Fabrizio Lamberti.

### Tracce
1. C'è una favola per te (K.Saunders, L. Schillaci, J. Sarno, S. Vinci, M. Ciabatti, F. Ciapica, M. Tortorici, J. De Pascale)
2. Ti vorrei amare (L. Schillaci)
3. You and I (F. Ciapica)
4. Beautiful (L. Schillaci)
5. Insieme non c'è fine (L. Schillaci e J. Sarno)
6. Il mio riflesso (L. Schillaci e Tormento)
7. Il nostro amore (L. Schillaci)
8. If You Wish to Dream (L. Schillaci)
9. First Time Again (F. Ciapica)
10. A modo mio (L. Schillaci, L. Messerklinger e J. Sarno)
11. Come se fosse amore (L.a Schillaci)
12. Fontana maggiore (F. Lamberti)
13. If you got a lover (L. Schillaci)
14. Romantico 3 (F. Lamberti)
15. Quando sei lassù (L. Schillaci)
16. Il nostro amore (L. Schillaci)
17. Girlfriend (L. Schillaci)
18. Just (L. Schillaci)